# Scenbilder
Scenbilder är en bok skriven av Rolf Allan Håkansson, scenograf som arbetar med Galenskaparna och After Shave sedan starten 1982.
Boken är en slags sammanfattning av 25 år med bilder, affischer, texter etc. Bokens omslag pryds av logotypen till varje produktion som gruppen har gjort - dvs. texten till varje film, revy etc.
Boken omfattar cirka 1000 bilder, med teckningar och fotografier, texter med mera, på 192 sidor. I boken, som  beskrivits som en coffee table-bok, finns alla produktioner - från Skruven är lös till Grisen i säcken fram till Kasinofeber.